# Wa West District
Koordinaten: 9° 50′ N, 2° 41′ W
Der Wa West District im Nordwesten Ghanas ist einer von elf Distrikten der Upper West Region. Er entstand 2004 durch eine Abspaltung aus dem Wa Municipal District. Die Nationalstraße 12 führt in Nord-Süd-Richtung am Ostrand des Distriktes entlang, die Inter-Regionalstraße 11 führt von Wa kommend über Dorimon und Wechiau zurück zur N12 in Ga.

## Bevölkerung
Die größten ethnischen Gruppen des Distriktes sind Wali,  Dagaare und Birifor.  Wichtigste Religionen sind der Islam, das Christentum und traditionelle Religionen. Fulbehirten wandern zunehmend in den Distrikt ein.

## Ortschaften im Distrikt
Keine der Ortschaften von Wa West übersteigt die Einwohnerzahl von 2000 Menschen.
- Dorimon
- Vieri
- Metiaw
- Nyoli (Yipehiboa)
- Nechau (Wechiau)
- Ga